# Jocelyn Desjardins
Pour les articles homonymes, voir Desjardins.
 (août 2013).
Améliorez-le ou discutez des points à vérifier. 
Jocelyn Desjardins, né le 7 janvier 1970 à Sainte-Dorothée (Laval), est un journaliste, un syndicaliste et un militant politique. Il est le président-fondateur du Nouveau mouvement pour le Québec (NMQ).

## Éducation
Jocelyn Desjardins nait le 7 janvier 1970 à Sainte-Dorothée, Laval.
Détenteur d'un diplôme d'études collégiales en Lettres, il a étudié ensuite au programme de Communications (profil Radio), à l’Université du Québec à Montréal (UQAM).
Il est récipiendaire du prix Lizette-Gervais en 1994, qui récompense les finissants en communication .

## Parcours professionnel
Parallèlement à ses années universitaires, il s’implique à la radio de l’Université de Montréal, CISM, où il devient directeur de l’information et dirige une émission spéciale sur le référendum de Charlottetown. En 1992, il est journaliste-recherchiste pour une émission d’affaires publiques (Politiquement direct) à l'antenne de Musiqueplus.
Embauché en 1994 par la radio publique CBON-Sudbury, il sera par la suite journaliste à la radio de Radio-Canada à Montréal jusqu’en 2003. En 2004, il devient membre du conseil d’administration de la Fédération professionnelle des journalistes du Québec. La même année, L'Actualité médicale le fait journaliste d'enquête. Il y publiera une importante enquête sur le passé du directeur du CUSM, Arthur Porter, notamment comme gestionnaire au Detroit Medical Center (en).
Il quitte la profession journalistique en 2005. Après, un bref passage à l’Association de la Construction du Québec, il devient, en 2005, éditeur chez Lanctôt éditeur puis responsable des communications et relations publiques pour le groupe écologiste Greenpeace de 2006 à 2008. Après avoir aidé aux communications du Bloc québécois lors de l’élection fédérale d’octobre 2008, il devient Directeur des communications et du marketing pour le Conseil québécois du commerce de détail (CQCD) de 2010 à 2011, qu’il quitte pour fonder le Nouveau mouvement pour le Québec (NMQ).

### Syndicaliste
Lors du lockout de Radio-Canada en 2002 , Jocelyn Desjardins organise le spectacle-solidarité (La Soirée du lock-out). Depuis 2012, Jocelyn Desjardins est à l’emploi du Syndicat des Métallos, où il travaille aux communications et au recrutement.

### Militant politique
En 2009, il intègre l’équipe de Vision Montréal pour aider Louise Harel à se faire élire à la mairie de Montréal.
En 2010, il se fait élire à l’exécutif de l’association péquiste de Crémazie. Les militants de ce comté sont alors fortement opposées à l’idée de la gouvernance souverainiste défendue par la chef du Parti québécois Mme Pauline Marois. Durant cette période, l’exécutif de Crémazie entérine une série de propositions de mettre en place des assemblées constituantes. Le 16 avril 2011, lors du XVIe congrès national du Parti québécois, la proposition d’assemblées constituantes est modifiée grandement au point d’en perdre son sens initial. Jocelyn Desjardins décide sur-le-champ de quitter le congrès et déchire sa carte de membre du PQ. Selon lui, le PQ ne se montre pas assez volontaire pour l’indépendance et a fini, du coup, par convaincre les Québécois que leurs perspectives d’indépendance n’étaient pas réalisables.
Le 16 août 2011, Jocelyn Desjardins et le Nouveau mouvement pour le Québec (NMQ), qu’il a fondé au cours de l’été 2011en compagnie de plusieurs indépendantistes, publient le manifeste : « Brisons l’impasse », un texte signé aujourd'hui par plus de 500 indépendantistes.
Dans ce texte, on souligne que la crise que traverse le camp indépendantiste depuis l'effondrement du Bloc québécois en mai 2011 « n’est pas banale ».
Le manifeste s’en prend entre autres à François Legault, de la Coalition avenir Québec (CAQ), alors en pleine ascension au Québec. Selon le manifeste, la CAQ ne propose rien sur la question nationale et devrait suggérer aux Québécois de devenir « propriétaire de notre économie » plutôt que vendre l’idée d’une « économie de propriétaires ».
Le manifeste attaque aussi violemment la formation péquiste. Cette dernière par sa « gouvernance souverainiste » est qualifiée de parti « usé et confus dans ses interventions », «banalisé par le public et les médias à la moindre action qu’il pose»(7) . Enfin, le manifeste appelle les Québécois à libérer leur parole et les invite à « dessiner eux-mêmes leur avenir » grâce à une assemblée constituante qui remettrait « à tous les citoyens le véritable crayon du pays ».
Cinq jours après la publication de ce manifeste, le NMQ tient sa première rencontre au Cégep de Saint-Laurent, à Montréal, où environ 500 personnes s’y réunissent. Cette assemblée incitera quelques jours plus tard, Pauline Marois à demander la convocation d’États généraux sur la souveraineté.
Dans les deux années qui suivront, le NMQ organisera 5 assemblées citoyennes et publiera plus d’une dizaine de textes, dont un mémoire aux États généraux sur la souveraineté. En janvier 2012, préoccupé par la popularité de la Coalition avenir Québec(CAQ), Jocelyn Desjardins publie «Lettre à un ami démissionniste», un texte qui critique sévèrement la décision de son ami François Rebello de joindre les rangs de la CAQ: «François, le danger qui guette tout homme politique est de perdre ses rêves. […] En effet, lorsqu’on échoue à ses propres rêves, les rêves des autres n’ont plus de sens», lui écrit-il alors.
Après le printemps érable, le NMQ lance «Les Lundis de l’indépendance» au Gainzbar. Cette formule où les citoyens peuvent, à micro ouvert, échanger avec des conférenciers connaît un grand succès. Françoise David, Mathieu Bock-Côté, Djemila Benhabib, Ghislain Picard, Frédéric Bastien, Robin Philpot et Bernard Landry y ont notamment participé. La formule est même tentée à Paris au cours de l’année 2013.
Janvier 2013, le NMQ annonce qu’il tiendra, le 24 au 26 mai, le premier Congrès de la Convergence nationale, à Montréal. L’idée principale de cet événement est de rassembler le vote souverainiste. Lors d’une rencontre avec des étudiants de l’Université Laval, Jocelyn Desjardins donne le ton de l’événement en écrivant, dans la préface du cahier du participant qu': «il n'y a pas de changements majeurs qui surviennent dans les sociétés sans association. Il n'y a rien qui peut survenir sans la convergence de toutes nos forces ».
Au cours de ce Congrès, les 700 participants s’entendent sur une proposition d’accession à l’indépendance  (sur l'inspiration de Marc Chevrier). Cette proposition fait sienne l’idée que la souveraineté du peuple inclut un « pouvoir constituant » exprimé par la mise sur pied d’une convention constitutionnelle (ou assemblée constituante) dont le but serait l’écriture d’une constitution pour le Québec devant être soumise à un référendum afin de la valider. Ce projet constitutionnel prévoit deux types de clauses: déclaratoires et exécutoires. Une partie exécutoire entrerait en vigueur immédiatement après le référendum et la partie déclaratoire qu'après des négociations ou l'impasse de négociations avec le gouvernement du Canada. Dès lors, la transformation des clauses déclaratoires en clauses exécutoires constituerait dans les faits une déclaration d'indépendance.
Le 9 juin 2013, Jocelyn Desjardins démissionne du NMQ. Il refuse d’adopter tel que le proposent certains de ses membres une approche de collaboration avec le Conseil de la souveraineté du Québec (CSQ), qu'il juge trop proche du Parti québécois. Le CSQ, dénonce-t-il, refuse de mettre fin aux subventions provenant des partis politiques, en particulier du PQ, et de se montrer transparent quant à son financement.

## Réalisations
1998 : Son reportage sur le Verglas 1998 a fait l'objet d'une exposition au Musée McCord d’histoire de Montréal.
2008 : Il est l’auteur du Documentaire : Murdochville, le Cœur arraché.
2009 : A publié le livre «Manifestement Vert» avec François Tanguay et la contribution de Steven Guilbeault, David Suzuki, Jacques Languirand, Laure Waridel et Jean Lemire.
2010 : Il écrit le manifeste de «SOS Radio-Canada» et est l’un des membres fondateurs de cette organisation.
2011 : Il écrit et signe le manifeste « Brisons l’impasse». Le manifeste est signé par 80 personnalités souverainistes du Québec 